# Sean Baker
Sean Baker est un réalisateur et scénariste américain né le 26 février 1971 à New York (États-Unis). Il est le créateur de la série Greg the Bunny et a réalisé Tangerine en 2015. Il remporte la Palme d'or au Festival de Cannes 2024 et l’Oscar du meilleur film et du meilleur réalisateur pour son film Anora.

## Biographie

### En festivals
En 2008, le Festival du film de Belfort - Entrevues décerne à Sean Baker le prix du public pour son long métrage Prince of Broadway.
Il remporte le prix du jury au festival du cinéma américain de Deauville 2015 pour Tangerine, film également présenté au festival du film de Sundance 2015.
En 2017, Baker présente son nouveau film The Florida Project, avec Willem Dafoe, au 70e festival de Cannes à la Quinzaine des réalisateurs.
En 2021, il est de retour à Cannes, cette fois-ci en compétition pour la Palme d'or, avec son long métrage Red Rocket avec Simon Rex dans le rôle principal. Le film est également présenté en compétition au festival de Deauville.
En 2024, en compétition au festival de Cannes avec son long métrage Anora, il remporte la Palme d'or.

## Filmographie

### Cinéma
- 2000 : Four Letter Words
- 2004 : Take Out (co-réalisé avec Tsou Shih-ching)
- 2008 : Prince of Broadway
- 2012 : Starlet
- 2015 : Tangerine
- 2017 : The Florida Project
- 2021 : Red Rocket
- 2024 : Anora

### Télévision
- 2002-2006 : Greg the Bunny
- 2010 : Warren the Ape

## Distinctions

### Récompenses
- Festival du cinéma américain de Deauville 2015 : Prix du Jury pour Tangerine
- Festival du cinéma américain de Deauville 2021 : Prix du Jury et prix de la critique pour Red Rocket
- Festival de Cannes 2024 : Palme d'or pour Anora
- Oscars 2025 : 
  - meilleur film pour Anora
  - meilleur scénario original pour Anora
  - meilleur montage pour Anora
  - meilleur réalisateur pour Anora

### Nominations
- César 2025 : meilleur film étranger pour Anora
- Golden Globes 2025 : meilleure réalisation et meilleur scénario pour Anora

### Sélections
- Festival international du film de Locarno 2013 : en compétition officielle pour Starlet
- Festival de Cannes 2017 : Quinzaine des réalisateurs pour The Florida Project
- Festival de Cannes 2021 : en compétition officielle pour Red Rocket
- Festival du cinéma américain de Deauville 2021 : en compétition officielle pour Red Rocket